# Bodianus diana
Bodianus diana (Lacepède, 1801) è un pesce osseo marino appartenente alla famiglia Labridae.

## Distribuzione e habitat
È una specie comune nelle barriere coralline, proveniente dall'oceano Indiano, dove è stato localizzato lungo le coste dell'est dell'Africa, fino al Sudafrica, e da diverse isole (Seychelles, Aldabra, Chagos, Mauritius). A est il suo areale si estende fino alle Isole Cocos. Vive in zone ricche di anfratti rocciosi da sfruttare come nascondigli, gorgonie e altri coralli, e solitamente nuota a profondità che variano dai 9 ai 49 m.

## Descrizione
Presenta un corpo allungato e non particolarmente alto. La testa ha un profilo appuntito ma non ha mai una forma così allungata come nel simile Bodianus prognathus. Non supera i 17 cm.
La colorazione varia durante la vita del pesce: i giovani sono rossi scuri con macchie bianche di forma variabile e diverse aree scure sulle pinne, tra cui una sulla pinna caudale molto vicina al peduncolo e una alla base delle pinne pettorali. Gli esemplari adulti in fase iniziale hanno una colorazione composta da ampie macchie pallide di forma variabile su uno sfondo scuro; le aree di rosso scuro sono più sottili che nei giovani, così che la colorazione somiglia a un reticolo.
Gli adulti in fase terminale sono molto somiglianti agli adulti di B. dictynna: il ventre è bianco, il dorso, la testa e la pinna dorsale sono di un rosso scuro, quasi violaceo. Il resto del corpo è giallastro. Le pinne pelviche sono rosse e bianche, corte. Sono presenti sul dorso delle macchie pallide e una zona tendente al nero, che continua sul peduncolo caudale.

## Biologia

### Comportamento
Spesso vive nei pressi del corallo Heliofungia actiniformis.

### Alimentazione
Ha una dieta abbastanza varia, prevalentemente carnivora composta sia da pesci ossei più piccoli che da varie specie di invertebrati acquatici come echinodermi, sia ricci di mare che stelle marine, vermi, in particolare policheti e molluschi bivalvi e gasteropodi.

### Riproduzione
È oviparo e la fecondazione è esterna. Non ci sono cure verso le uova.

## Conservazione
È classificato come "a rischio minimo" (LC) dalla lista rossa IUCN perché non è minacciato da particolari pericoli oltre al deterioramento del suo habitat, le barriere coralline, che però non sembra avere per ora influenzato la popolazione di questa specie.